# غوردون أثيرتون
غوردون أثيرتون (بالإنجليزية: Gordon Atherton)‏ هو لاعب كرة قدم بريطاني، ولد في 18 يونيو 1934 في Horwich ‏ في المملكة المتحدة. لعب مع سويندون تاون ونادي بوري.